# Carl Oscar Dufvenberg
Carl Oscar Dufvenberg, född 2 oktober 1844 i Nyköping, död 27 mars 1907, var en svensk språklärare och författare.
Carl Oscar Dufvenberg var son till garverifabrikören Hans Dufvenberg. Han var 1852–1858 elev vid Nyköpings högre elementarläroverk och 1858–1862 vid Stockholms gymnasium. Dufvenberg blev student vid Uppsala universitet 1862, filosofie kandidat där 1871 och 1894 filosofie doktor. Han genomgick provår vid Nyköpings högre elementarläroverk, var vikarierande lektor där 1873–1874, vikarierande kollega och extralärare vid Maria lägre allmänna läroverk 1877–1879, efter dess upphöjelse extralärare vid högre latinläroverket på Södermalm 1879–1884 och vikarierande lektor där 1884–1886. Dufveberg blev 1884 kollega vid Jakobs lägre allmänna läroverk (från 1905 Jakobs realskola) där han tjänstgjorde från 1886 fram till sin död. Dufvenberg var även 1880–1890 lärare vid Wallinska skolan och 1881–1907 vid Södermalms högre läroanstalt för flickor.
I sin doktorsavhandling Modersmålet som centralt läroämne (1894) var han den förste som gjorde pedagogiken till ämne för en sådan. Här och i flera följande arbeten framhöll han modersmålet som det centrala i all formell utbildning.